# The Asteroids Galaxy Tour
The Asteroids Galaxy Tour is een Deense alternatieve rockband bestaande uit Mette Lindberg en Lars Iversen. Tijdens liveoptredens zijn Miloud Carl Sabri, Sven Meinilid, Mads Brinch Nielsen en Rasmus Valldorf ook onderdeel van de band. Lars Iversen is de liedjesschrijver van de groep waarbij hij vaak gebruikmaakt van samples om hun liederen te creëren. Hun debuutsingle, The Sun Ain't Shining No More, werd uitgebracht op 15 september 2008. The band is bekend geworden door het nummer Around the Bend, gebruikt in een reclamefilmpje voor de Apple iPod touch in september 2008 en uitgegeven als single in oktober.
In december 2011 werd de nieuwe reclame van Heineken uitgebracht op YouTube genaamd "The Entrance". Deze reclame wordt begeleid door het nummer The Golden Age van The Asteroids Galaxy Tour. Dit nummer is te vinden op hun eerste album Fruit. In week 4 van 2012 is het nummer Heart Attack 3FM Megahit.

## Discografie

### Albums
| Album met eventuele hitnotering(en) in de Nederlandse Album Top 100 | Datum van verschijnen | Datum van binnenkomst | Hoogste positie | Aantal weken | Opmerkingen |
| ------------------------------------------------------------------- | --------------------- | --------------------- | --------------- | ------------ | ----------- |
| Fruit                                                               | 18-09-2009            | -                     |                 |              |             |
| Out of frequency                                                    | 24-02-2012            | 03-03-2012            | 46              | 5            |             |
| Bring Us Together                                                   | 15-09-2014            | -                     |                 |              |             |

### Singles
| Single met eventuele hitnotering(en) in de Nederlandse Top 40 | Datum van verschijnen | Datum van binnenkomst | Hoogste positie | Aantal weken | Opmerkingen                 |
| ------------------------------------------------------------- | --------------------- | --------------------- | --------------- | ------------ | --------------------------- |
| The sun ain't shining no more                                 | 2008                  | -                     |                 |              |                             |
| Around the bend                                               | 2008                  | -                     |                 |              |                             |
| The golden age                                                | 2011                  | -                     |                 |              | Nr. 27 in de Single Top 100 |
| Heart attack                                                  | 2012                  | 11-02-2012            | 37              | 2            | Nr. 76 in de Single Top 100 |
| My Club                                                       | 2014                  | -                     |                 |              |                             |

### Ep's
- The sun ain't shining no more
- The sun ain't shining no more (remixes)
- Around the bend
- Live session (exclusief op iTunes)
- The golden age